# Uclesia antiqua
Uclesia antiqua är en tvåvingeart som beskrevs av Louis-Paul Mesnil 1963. Uclesia antiqua ingår i släktet Uclesia och familjen parasitflugor. Inga underarter finns listade i Catalogue of Life.